# Un nuovo mondo
Un nuovo mondo (A New Earth) è un libro scritto dall'oratore tedesco Eckhart Tolle. L'opera tratta temi di spiritualità e risveglio della consapevolezza.
Il libro, definito in una breve recensione dell'opinion leader statunitense Oprah Winfrey come uno dei libri più importanti dei tempi moderni, descrive l'eccessiva dominazione della mente sull'uomo, a scapito della presenza e della consapevolezza, attribuendo la causa profonda della sofferenza globale ed individuale alla eccessiva identificazione nell'Ego ed illustrando quindi possibili soluzioni a questa condizione. Il testo cerca di fornire importanti lezioni finalizzate ad apprendere come condurre la propria esistenza con maggiore presenza e consapevolezza, dissolvendo l'illusione di separatezza generata dall'identificazione nell'Ego e con questa il concetto illusorio di tempo psicologico, intraprendendo il cammino verso l'illuminazione spirituale.